# Neurorretroalimentación
Neuroretroalimentación o neurofeedback es una forma de biorretroalimentación que utiliza los potenciales eléctricos en el cerebro para reforzar estados cerebrales deseados mediante condicionamiento operante. Este proceso es no invasivo y típicamente recoge datos de la actividad cerebral utilizando electroencefalografía (EEG). Existen varios protocolos de neurofeedback, con un posible beneficio adicional del uso de electroencefalografía cuantitativa (QEEG) o imagen por resonancia magnética funcional (fMRI) para localizar y personalizar el tratamiento. Tecnologías relacionadas incluyen la espectroscopia funcional en el infrarrojo cercano, neurofeedback mediado por espectroscopia funcional en el infrarrojo cercano (fNIRS), biofeedback de hemoencefalografía (HEG) y biofeedback con fMRI.

## Tipos de neurofeedback
El término neurofeedback no está legalmente protegido. Existen varios enfoques que proporcionan retroalimentación sobre la actividad neuronal y, como tal, son denominados "neurofeedback" por sus respectivos operadores. Se pueden hacer distinciones en varios niveles. La primera toma en cuenta qué tecnología se está utilizando (EEG, fMRI, fNIRS, HEG). No obstante, se necesitan distinciones adicionales incluso dentro del ámbito del neurofeedback EEG, ya que se pueden elegir diferentes metodologías de análisis, algunas de las cuales están respaldadas por un mayor número de estudios revisados por pares, mientras que para otras, la literatura científica es escasa y los modelos explicativos están completamente ausentes.
A pesar de estas diferencias, se encuentra un denominador común en la necesidad de proporcionar retroalimentación. Generalmente, la retroalimentación se brinda mediante estímulos auditivos o visuales. Mientras que la retroalimentación original se proporcionaba mediante tonos sonoros según la actividad neurológica, se han encontrado muchas nuevas formas. Es posible, por ejemplo, escuchar música o pódcasts cuyo volumen se controla como retroalimentación. Con frecuencia se utiliza retroalimentación visual en forma de animaciones en una pantalla de televisión. También se puede proporcionar retroalimentación visual en combinación con videos y películas, o incluso durante tareas de lectura, donde el brillo de la pantalla representa la retroalimentación directa. También se pueden usar juegos simples, en los que el juego mismo es controlado por la actividad cerebral. Los desarrollos recientes han intentado incorporar la realidad virtual (VR), y los controladores ya se pueden usar para un compromiso más activo con la retroalimentación.

## Entrenamiento EEG Neurofeedback

#### Entrenamiento en bandas de frecuencia / amplitud
El entrenamiento de amplitud, o entrenamiento de bandas de frecuencia (usados como sinónimos), es el método con el mayor cuerpo de literatura científica y también representa el enfoque original del neurofeedback EEG.
Este método analiza la señal EEG en función de su espectro de frecuencias, dividiéndola en las bandas de frecuencia comúnmente usadas en la neurociencia del EEG (delta, theta, alfa, beta, gamma). La actividad consiste en entrenar la amplitud de una banda de frecuencia específica en una ubicación definida del cuero cabelludo para aumentar o disminuir sus valores.
Dependiendo del objetivo del entrenamiento (por ejemplo, mejorar la atención y concentración, alcanzar un estado de calma, reducir convulsiones epilépticas, etc.), los electrodos deben colocarse en diferentes posiciones. Además, las bandas de frecuencia entrenadas y las direcciones del entrenamiento (aumentar o reducir amplitudes) pueden variar según el objetivo.
Así, los componentes de las ondas EEG que se consideran beneficiosos para el objetivo del entrenamiento son recompensados con retroalimentación positiva cuando aparecen o aumentan en amplitud. Las amplitudes de bandas de frecuencia que se consideran perjudiciales se entrenan a la baja mediante refuerzo a través de la retroalimentación.
Por ejemplo, en el caso del TDAH, se entrena para aumentar las frecuencias beta bajas o beta medias en el lóbulo central-frontal, mientras se intenta reducir las amplitudes de theta y beta alta en la misma región del cerebro.
En el ámbito deportivo, el entrenamiento del ritmo sensorimotor (SMR) ha ganado atención, y una investigación significativa sugiere que mejorarlo podría potenciar el rendimiento. Estas mejoras son particularmente evidentes después de múltiples sesiones de entrenamiento fMRI, diseñadas para potenciar habilidades motoras críticas para movimientos precisos. Estas habilidades son esenciales en actividades deportivas, incluyendo golpes en golf, tiros libres en fútbol y baloncesto.

#### Entrenamiento SCP
SCP (slow cortical potentials) se refiere a potenciales corticales lentos.
Para el entrenamiento de SCP (potenciales corticales lentos), se entrena el componente de voltaje de corriente continua (DC) de la señal EEG. La aplicación de este tipo de entrenamiento de neurofeedback EEG ha sido principalmente respaldada por investigaciones realizadas por Niels Birbaumer y su grupo. La base de síntomas más común para el entrenamiento de SCP es el TDAH, aunque los SCP también encuentran su aplicación en interfaces cerebro-computadora.

#### Entrenamiento de ILF
ILF (infra-low frequency) se refiere a frecuencias muy bajas (típicamente bajo 1mHz). Para el entrenamiento ILF se usan estas frecuencias muy bajas. Hay discusión sobre este tipo de entrenamiento porque no hay explicación científica de a qué se atribuyen estas modulaciones eléctricas del cerebro ni existe mucha literatura científica independiente sobre éste método.

## Discusión y crítica
Existe una discusión continua sobre el tamaño del efecto del neurofeedback en la literatura científica. Dado que el neurofeedback se explica principalmente a partir del modelo de condicionamiento operante, la sensibilidad de la retroalimentación (la dificultad para recibir una recompensa) también juega un papel. Se ha demostrado que el condicionamiento deseado puede revertirse si los valores umbrales se configuran demasiado bajos. En caso de utilizar umbrales automáticos que se actualizan cada treinta segundos para mantener una tasa constante de éxito del 80% no se han encontrado efecto del neurofeedback, más allá del placebo, ya que el automatismo interfiere con el condicionamiento.